# Acacia froggattii
Acacia froggattii är en ärtväxtart som beskrevs av Joseph Henry Maiden. Acacia froggattii ingår i släktet akacior, och familjen ärtväxter. Inga underarter finns listade i Catalogue of Life.